# Duffel, Belgien
Duffel (nederländskt uttal: [ˈdɵfəl]) är en kommun i provinsen Antwerpen i regionen Flandern i Belgien. Kommunen har cirka 17 664 invånare (2020).